# اکو بومز
اکو بومز (به انگلیسی: Echo Boomers) یک فیلم سینمایی درام و جنایی آمریکایی محصول سال ۲۰۲۰ به کارگردانی ست ساووی و با بازی پاتریک شوارتزنگر، الکس پتیفر و مایکل شنون است.

## بازیگران
- پاتریک شوارتزنگر در نقش لنس زاترلند[۲]
- مایکل شنون در نقش مل دونلی
- الکس پتیفر در نقش الیس بک
- لزلی ان وارن به عنوان نویسنده
- هیلی لا در نقش آلی تاکر
- ژیل گری[۳] در نقش جک
- الیور کوپر در نقش استوارت
- یعقوب اسکندر در نقش چندلر گینز
- کیت لیندر در نقش کتی تاکر[۴]

## خلاصه داستان فیلم
پنج فارغ التحصیل دانشگاه تصمیم می‌گیرند که بهترین راه برای بازگشت به اقتصاد ناعادلانه و زندگی‌ای که همیشه می‌خواسته‌اند، دزدی از ثروتمندترین‌های شیکاگو است و…

## انتشار فیلم
در سپتامبر سال ۲۰۲۰ اعلام شد که کمپانی Saban Films حقوق توزیع فیلم آمریکای شمالی را به دست آورد.
این فیلم در تاریخ ۱۳ نوامبر سال ۲۰۲۰ در سینماها، و به صورت ویدئو هنگام درخواست منتشر شد.